# Kroatisch Nationaal Theater (Zagreb)
Het Kroatische Nationaal Theater in Zagreb (Kroatisch: Hrvatsko Narodno Kazalište - HNK) werd in 1840, samen met andere Kroatische Nationale Theaters, door de overheid opgericht. In 1870 werd daar een nationaal operagezelschap aan toegevoegd.
De andere nationale theaters bevonden zich in Split, Rijeka, Osijek en Varaždin.
Het theater verhuisde in 1895 naar het tot op heden gebruikte monumentale gebouw. De Oostenrijk-Hongaarse keizer Frans Jozef I nam aan de inhuldiging deel.
Het gebouw werd ontworpen door de Weense architecten Ferdinand Fellner en Hermann Helmer, die hiermee niet aan hun proefstuk waren. Het Zagrebse theater is constructief zeer vergelijkbaar met de Opera van Zürich uit 1891 en het Hoftheater Wiesbaden uit 1894 (thans Hessisches Staatstheater Wiesbaden).
Belangrijke Kroatische artiesten werkten in dit theater: Ivan Zajc was de eerste intendant. Jakov Gotovac leidde de opera van 1923 tot 1958. De belangrijkste Kroatische regisseur Branko Gavella, de eerste Kroatische prima ballerina Mia Čorak Slavenska en de bekende mezzosopraan Dunja Vejzovic begonnen hier hun carrière.
In dit theater traden internationale beroemdheden op zoals: Franz Liszt, Sarah Bernhardt, Franz Lehár, Richard Strauss, Gérard Philipe, Vivien Leigh, Laurence Olivier, Jean-Louis Barrault, Peter Brook en Mario del Monaco.